# يزيد (اسم)
يزيد هو اسم علم مذكر من أصل عربي ومعناه: يزداد، وهو اسم علم ممنوع من الصرف.

## شخصيات تحمل الاسم
- يزيد بن أبي سفيان
- يزيد بن معاوية
- يزيد بن عبد الملك
- يزيد الراجحي
- يزيد بن الوليد
- يزيد بن المهلب
- يزيد صايغ
- يزيد بن عمر بن هبيرة
- يزيد بن حاتم المهلبي
- يزيد بن سعود بن عبد العزيز آل سعود
- يزيد المولد
- يزيد ابو عمر
- يزيد اليافعي
- يزيد بن قيس
- يزيد البكر
- يزيد الجميعة
- يزيد بن أبي كبشة
- يزيد النحوي
- يزيد المعشني